# The Gift of Game
The Gift of Game é o álbum de estreia da banda Crazy Town, lançado em 9 de Novembro de 1999 pela gravadora Columbia Records.

## Faixas
1. "Intro" – 0:25
2. "Toxic" – 2:48
3. "Think Fast" – 3:52
4. "Darkside" – 3:52
5. "Black Cloud"  - 5:02
6. "Butterfly" - 3:36
7. "Only When I'm Drunk" – 2:47
8. "Hollywood Babylon" – 4:23
9. "Face the Music" – 3:24
10. "Lollipop Porn" – 3:54
11. "Revolving Door" – 3:40
12. "Players (Only Love You When They're Playing)" – 4:13
13. "B-Boy 2000" - 4:27
14. "Outro www.crazytown.com" – 1:19
15. [The Gift of Game Hidden Track] – 0:55

## Posições nas paradas musicais
| Parada musical (2001)                | Melhor posição |
| ------------------------------------ | -------------- |
| Alemanha - Media Control Charts      | 6              |
| Austrália - ARIA Charts              | 27             |
| Áustria - Parada Musical             | 4              |
| Bélgica - Ultratop albums (Flandres) | 40             |
| Bélgica - Ultratop albums (Valônia)  | 35             |
| Canadá - Canadian Albums Chart       | 7              |
| Dinamarca - Hitlisten                | 15             |
| Estados Unidos - Billboard 200       | 9              |
| Estados Unidos - Top Heatseekers     | 1              |
| Finlândia - Finnish Albums Chart     | 2              |
| França - SNEP                        | 133            |
| Nova Zelândia - RIANZ                | 10             |
| Noruega - VG-lista                   | 3              |
| Países Baixos - MegaCharts           | 40             |
| Reino Unido - UK Albums Chart        | 15             |
| Suécia - Sverigetopplistan           | 20             |
| Suíça - Schweizer Hitparade          | 11             |